# Iza neprijateljskih linija
Iza neprijateljskih linija (eng. Behind Enemy Lines),  akcijski film koji je snimljen 2001. godine.
Glavne uloge glume Owen Wilson i Gene Hackman. 
Temelji se na događaju tijekom Rata u Bosni i Hercegovini kad je američki pilot Scott O’Grady oborila Vojska Republike Srpske.